# 青岛前湾港区1号疏港高速公路
青岛前湾港区1号疏港高速公路，简称青岛前湾港区1号疏港高速，高速公路网编号为S7601，是中华人民共和国山东省青岛市黄岛区连通青岛前湾港的一条疏港高速公路，全长5.98km，双向四车道，时速限制為100公里/小时。该公路为原环胶州湾高速公路的一部分，起于黄岛东枢纽立交，止于黄岛立交以南江山北路，连接青兰高速公路和青岛前湾港区2号疏港高速公路。